# Night Falls on Manhattan
Night Falls on Manhattan (br: Sombras da lei / pt: O lado obscuro da lei) é um filme estadunidense de 1997, do gênero policial, dirigido por Sidney Lumet.

## Sinopse
Sean Casey, um jovem advogado, é o promotor de um processo contra um traficante de drogas que é acusado de matar dois policiais e ferir um terceiro (que é justamente o pai do promotor). Devido à publicidade a carreira do promotor deslancha, mas no julgamento o advogado de defesa faz graves acusações sobre a corrupção na polícia, que atinge a delegacia onde seu pai trabalha. Esta situação deixa o promotor dividido entre a sua carreira e a sua família.

## Elenco
- Andy Garcia .... Sean Casey
- Ian Holm .... Liam Casey
- James Gandolfini .... Joey Allegretto
- Lena Olin .... Peggy Lindstrom
- Shiek Mahmud-Bey .... Jordan Washington
- Colm Feore .... Harrison
- Ron Leibman .... Morganstern
- Richard Dreyfuss .... Sam Vigoda
- Dominic Chianese .... Juiz Impelliteri
- Paul Guilfoyle .... McGovern
- Bonnie Rose .... Instrutor
- Sidney Armuts .... Juiz

## Recepção da crítica
Night Falls on Manhattan tem recepção geralmente favorável por parte da crítica especializada. Possui Tomatometer de 68% em base de 23 críticas no Rotten Tomatoes. Por parte da audiência do site tem 63% de aprovação.